# Ambazac
Ambazac est une commune française située dans le département de la Haute-Vienne en région Nouvelle-Aquitaine.

## Géographie

### Localisation

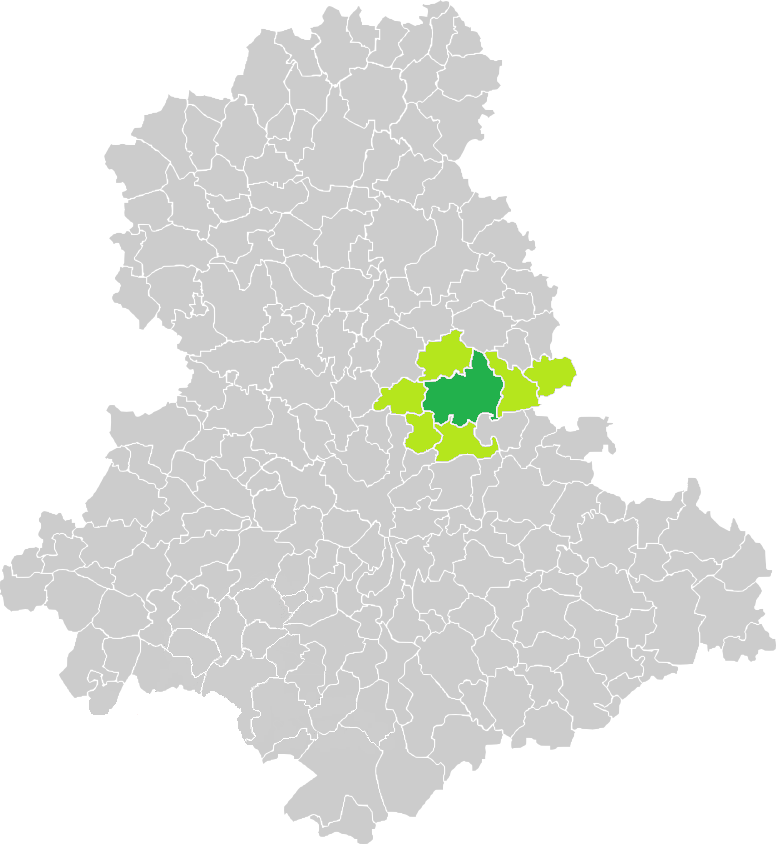
Situation de la commune d'Ambazac en Haute-Vienne.

Ambazac est un bourg rural situé dans les monts d'Ambazac à 18 km de Laurière, à 19 km de Saint-Léonard-de-Noblat, à 21 km de Limoges et à 25 km de Nantiat.
Ambazac se trouve au nord-est de Limoges, près de la limite du département de la Creuse.
Le territoire de la commune se situe sur le piémont méridional des monts d'Ambazac, et touche en son extrémité sud le Taurion, affluent de la Vienne. Le bourg se trouve sur le plateau d'où partent plusieurs cours d'eau qui ont creusé des vallées dans les roches métamorphiques (gneiss). Une plage de galets suspendue, vestige d'une ancienne rivière datant de l'Eocène, comporte un gisement de kaolin et est encore visible au sud de la commune. Ce site a été étudié par des chercheurs de l'université de Nancy entre 1965 et 1970.
La commune est arrosée par le « Beuvreix » dit aussi le « Parleur », affluent du Taurion ainsi que par la Cane, affluent de la Vienne.

### Communes limitrophes
Les communes limitrophes sont  Bonnac-la-Côte, Rilhac-Rancon, Saint-Laurent-les-Églises, Saint-Léger-la-Montagne, Saint-Martin-Terressus, Saint-Priest-Taurion et Saint-Sylvestre.
| Saint-Sylvestre | Saint-Léger-la-Montagne |                           |
| Bonnac-la-Côte  | Ambazac                 | Saint-Laurent-les-Églises |
| Rilhac-Rancon   | Saint-Priest-Taurion    | Saint-Martin-Terressus    |

### Climat
Pour des articles plus généraux, voir Climat de la Nouvelle-Aquitaine et Climat de la Haute-Vienne.
Historiquement, la commune est exposée à un climat océanique limousin.
En 2020, Météo-France publie une typologie des climats de la France métropolitaine dans laquelle la commune est dans une zone de transition entre le climat océanique altéré et le climat de montagne et est dans la région climatique Ouest et nord-ouest du Massif Central, caractérisée par une pluviométrie annuelle de 900 à 1 500 mm, maximale en automne et en hiver.
Pour la période 1971-2000, la température annuelle moyenne est de 11 °C, avec une amplitude thermique annuelle de 14,9 °C. Le cumul annuel moyen de précipitations est de 1 032 mm, avec 13,5 jours de précipitations en janvier et 7,8 jours en juillet. Pour la période 1991-2020, la température moyenne annuelle observée sur la station météorologique la plus proche, située sur la commune de Saint-Léger-la-Montagne à 8,17 km à vol d'oiseau, est de 10,4 °C et le cumul annuel moyen de précipitations est de 1 371,7 mm,. Pour l'avenir, les paramètres climatiques de la commune estimés pour 2050 selon différents scénarios d’émission de gaz à effet de serre sont consultables sur un site dédié publié par Météo-France en novembre 2022.

### Patrimoine naturel
Ambazac est concernée par plusieurs zones naturelles d'intérêt écologique, faunistique et floristique dites ZNIEFF : Monts d'Ambazac - Bois et caves de la zone centrale ; cette ZNIEFF est une zone de type I contenue dans la zone de type II intitulée Monts d'Ambazac et vallée de la Couze ; une autre ZNIEFF de type II qui couvre la vallée du Taurion concerne marginalement la commune. Elle bénéficie également de deux sites Natura 2000 : mine de Chabannes et souterrains des monts d'Ambazac (zone spéciale de conservation) et vallée du Taurion et affluents (zone spéciale de conservation) par arrêté du 27 mai 2009.
Le territoire communal possède encore de nombreuses zones humides : étangs, ruisseaux et prairies organiques ou paratourbeuses. Plusieurs sont remarquables (prairies inondables du Beuvreix, marais de Coqui, ganne de Jumeau…). Ces habitats remarquables sont menacés par le drainage, le remblaiement et l'urbanisation anarchique.
Heureusement la présence de communautés végétales relevant de la Directive habitats (aulnaies, bas-marais, prairies maigres de fauche…) et la présence d'espèces végétales protégées (Sibthorpie d'Europe) constituent les meilleurs garants de leur nécessaire préservation.

Paysages des environs d'Ambazac
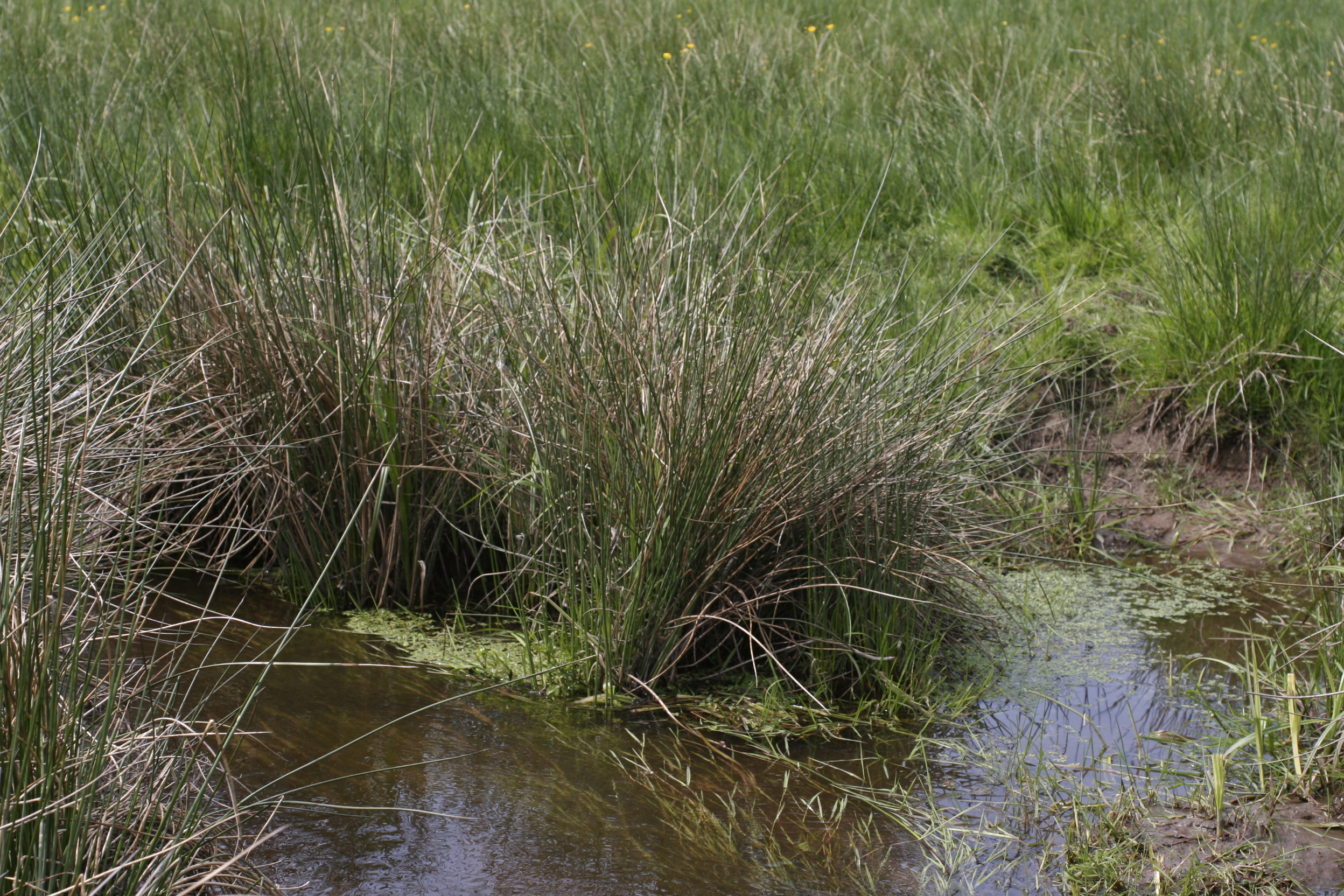
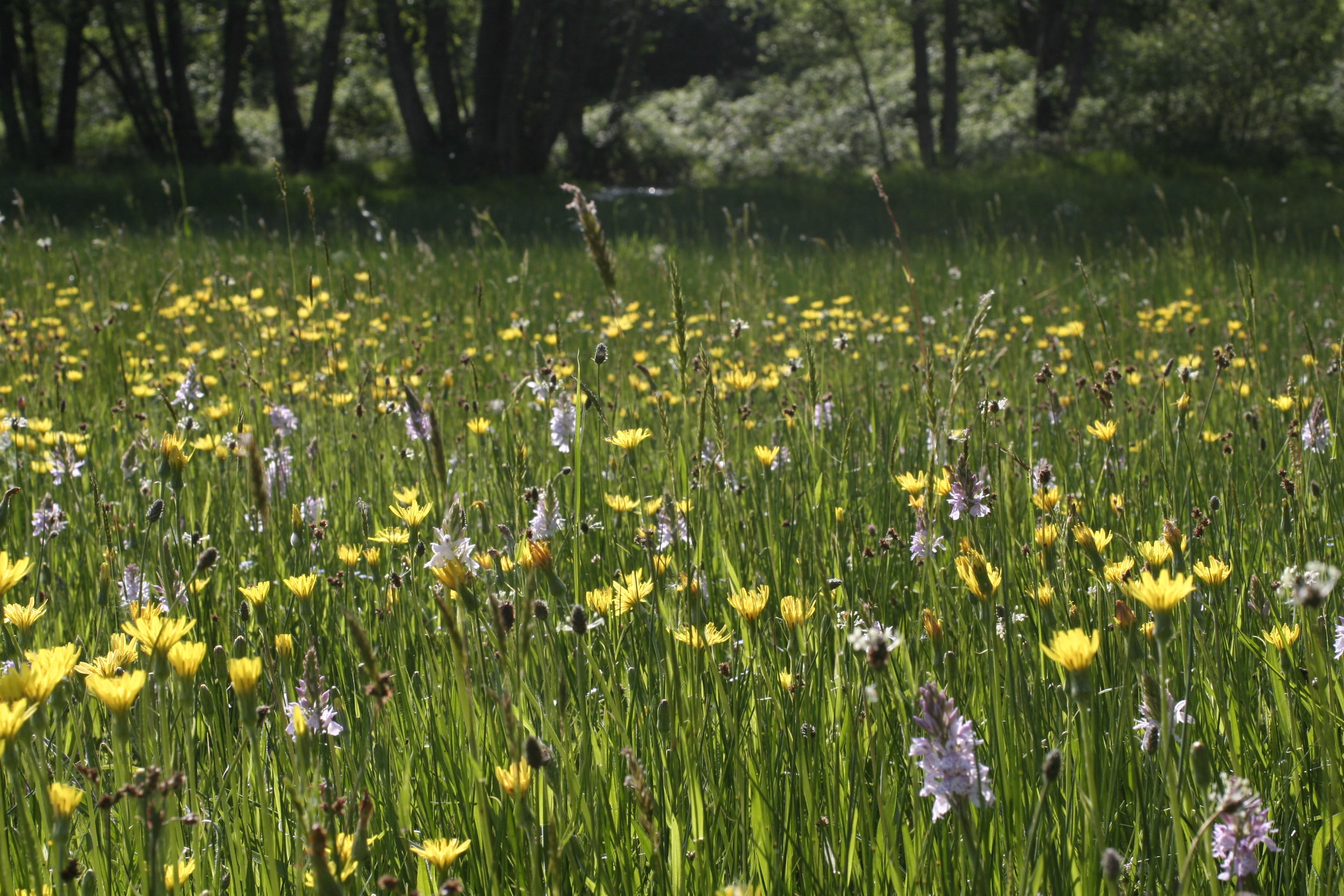
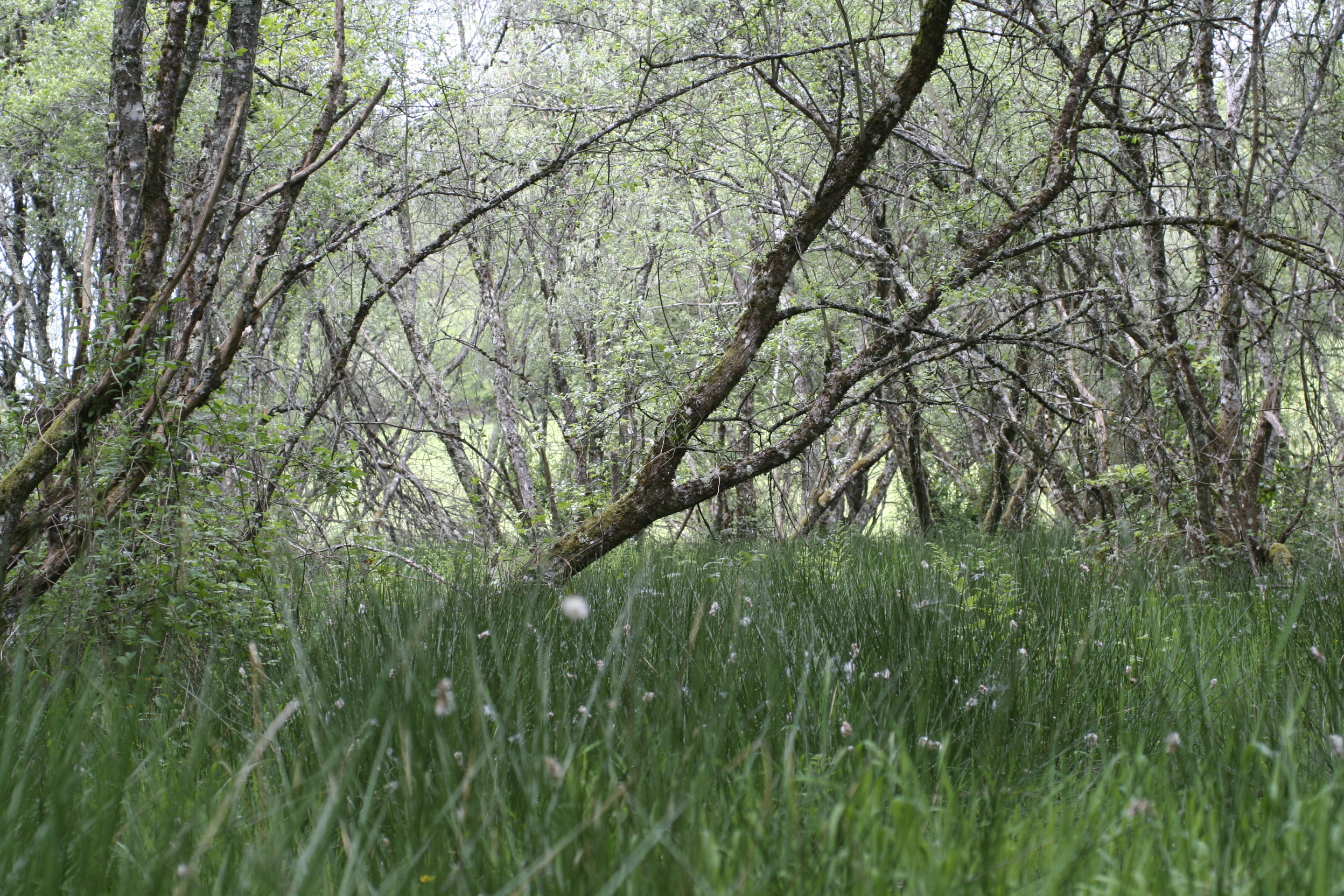
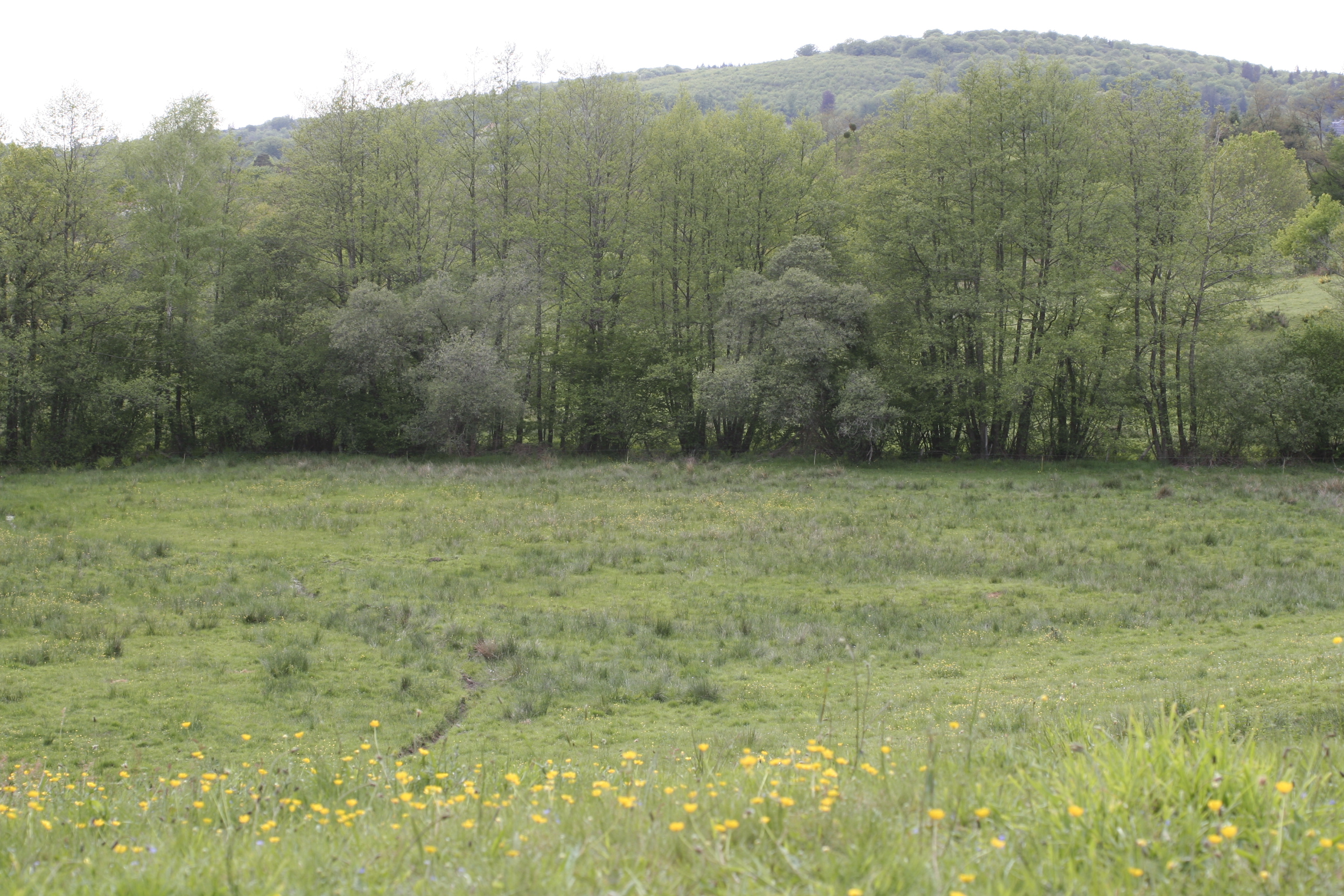
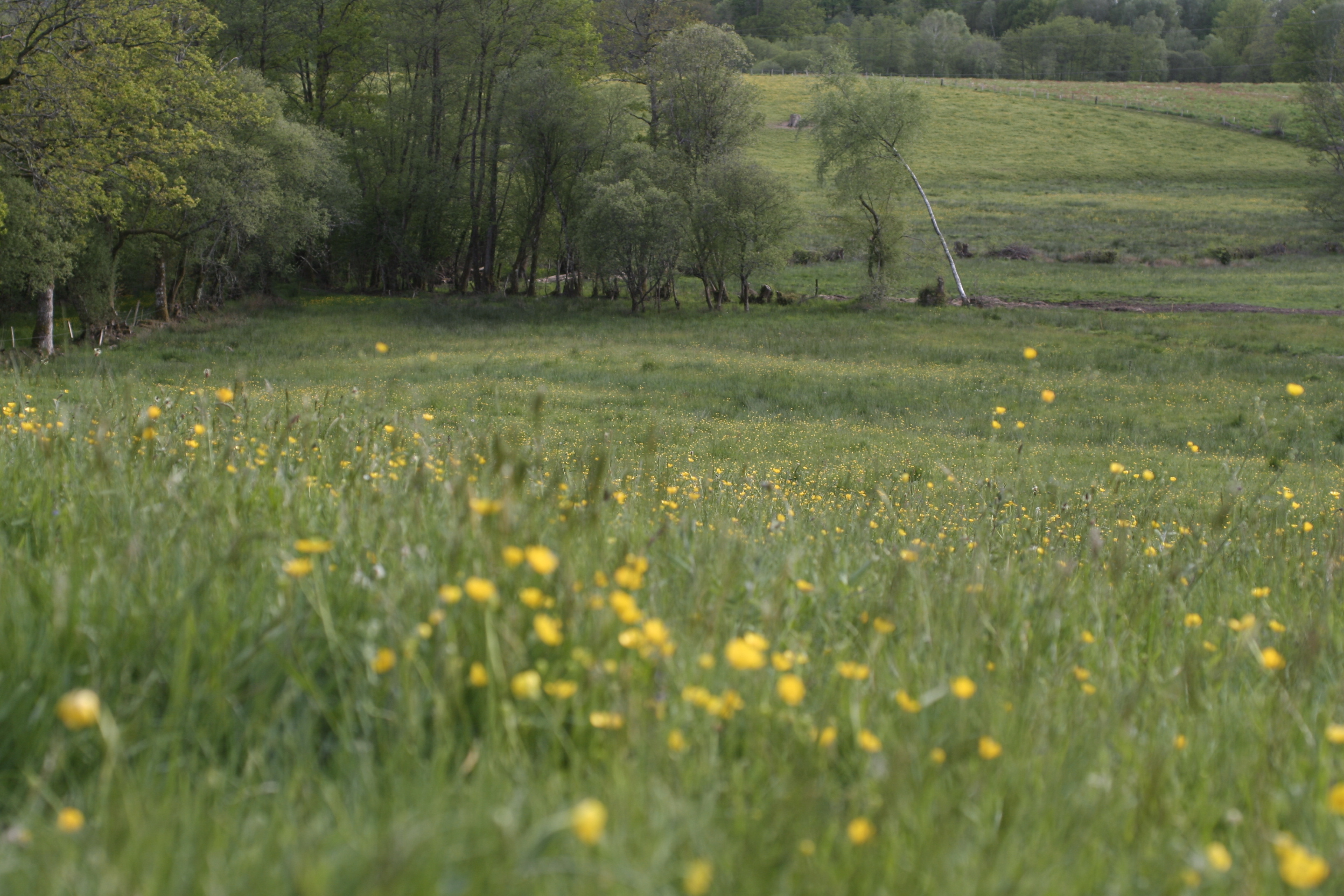

## Urbanisme

### Typologie
Au 1er janvier 2024, Ambazac est catégorisée bourg rural, selon la nouvelle grille communale de densité à sept niveaux définie par l'Insee en 2022. Elle appartient à l'unité urbaine d'Ambazac, une unité urbaine monocommunale constituant une ville isolée,. Par ailleurs la commune fait partie de l'aire d'attraction de Limoges, dont elle est une commune de la couronne,. Cette aire, qui regroupe 127 communes, est catégorisée dans les aires de 200 000 à moins de 700 000 habitants,.

### Occupation des sols

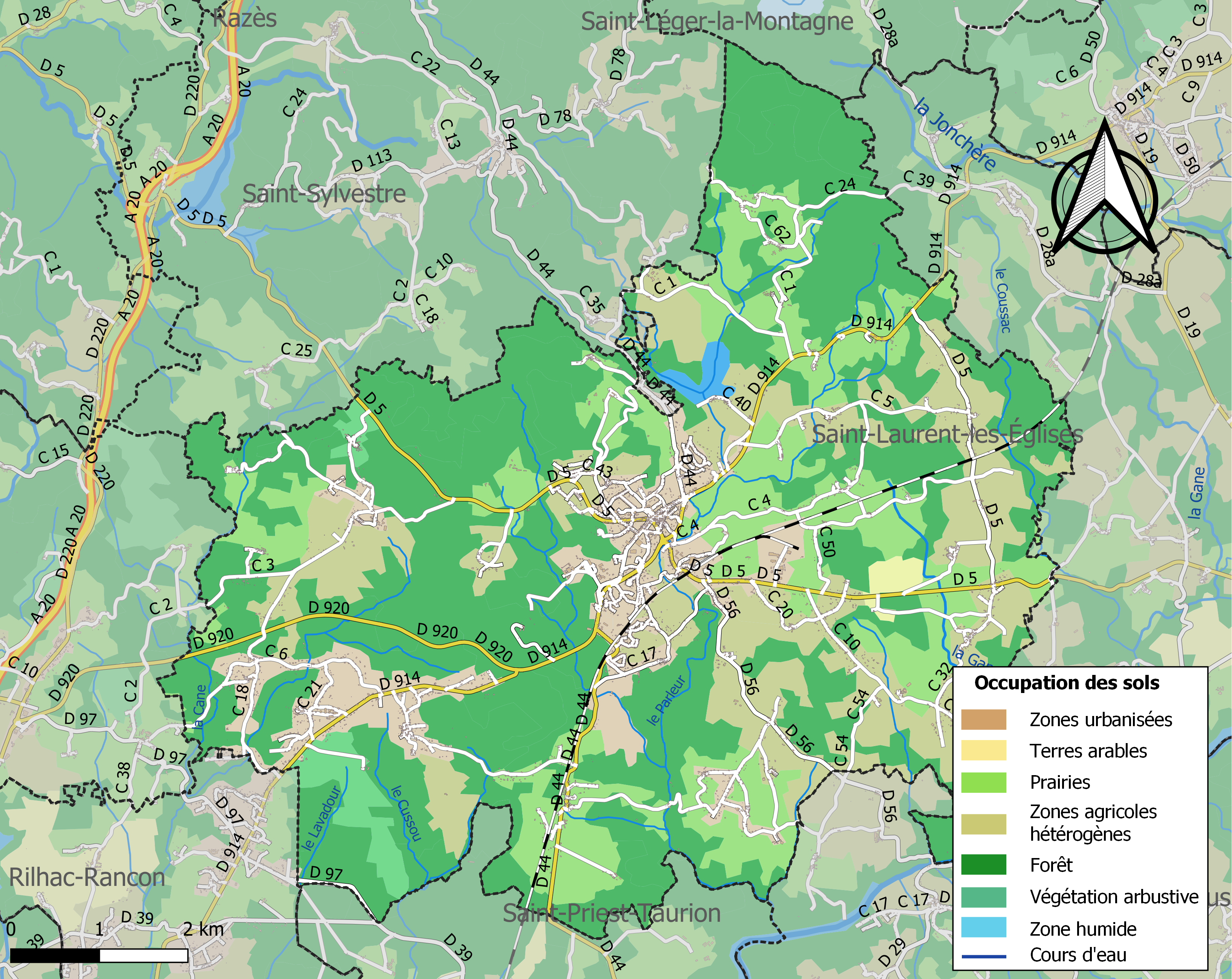
Carte des infrastructures et de l'occupation des sols de la commune en 2018 (CLC).

L'occupation des sols de la commune, telle qu'elle ressort de la base de données européenne d’occupation biophysique des sols Corine Land Cover (CLC), est marquée par l'importance des forêts et milieux semi-naturels (52,6 % en 2018), en augmentation par rapport à 1990 (51,1 %). La répartition détaillée en 2018 est la suivante :
forêts (50,7 %), prairies (18,5 %), zones agricoles hétérogènes (18,4 %), zones urbanisées (7,9 %), milieux à végétation arbustive et/ou herbacée (1,8 %), zones industrielles ou commerciales et réseaux de communication (1 %), mines, décharges et chantiers (0,7 %), terres arables (0,5 %), eaux continentales (0,5 %). L'évolution de l’occupation des sols de la commune et de ses infrastructures peut être observée sur les différentes représentations cartographiques du territoire : la carte de Cassini (XVIIIe siècle), la carte d'état-major (1820-1866) et les cartes ou photos aériennes de l'IGN pour la période actuelle (1950 à aujourd'hui).

### Voies de communication et transports

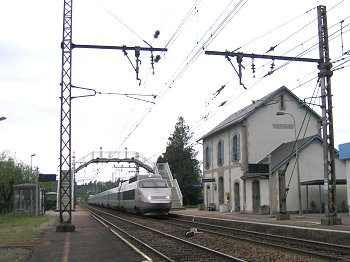
La gare d'Ambazac.

Ambazac est desservie par la gare d'Ambazac où s'arrêtent des trains TER Nouvelle-Aquitaine allant de Limoges-Bénédictins vers Vierzon et vers Montluçon-Ville.
L'accès à l'A20 est à 8 km en direction de Châteauroux et à 9 km en direction de Limoges. Ambazac et accessible par l'A20 par la sortie 27 Ambazac-Bonnac-la-Côte. La ville d'Ambazac est traversée par la RN 714 déclassée en RD 914 qui relie Limoges à Guéret.

### Risques majeurs
Le territoire de la commune d'Ambazac est vulnérable à différents aléas naturels : météorologiques (tempête, orage, neige, grand froid, canicule ou sécheresse) et séisme (sismicité faible). Il est également exposé à un risque technologique, la rupture d'un barrage, et à un risque particulier : le risque de radon. Un site publié par le BRGM permet d'évaluer simplement et rapidement les risques d'un bien localisé soit par son adresse soit par le numéro de sa parcelle.

#### Risques naturels

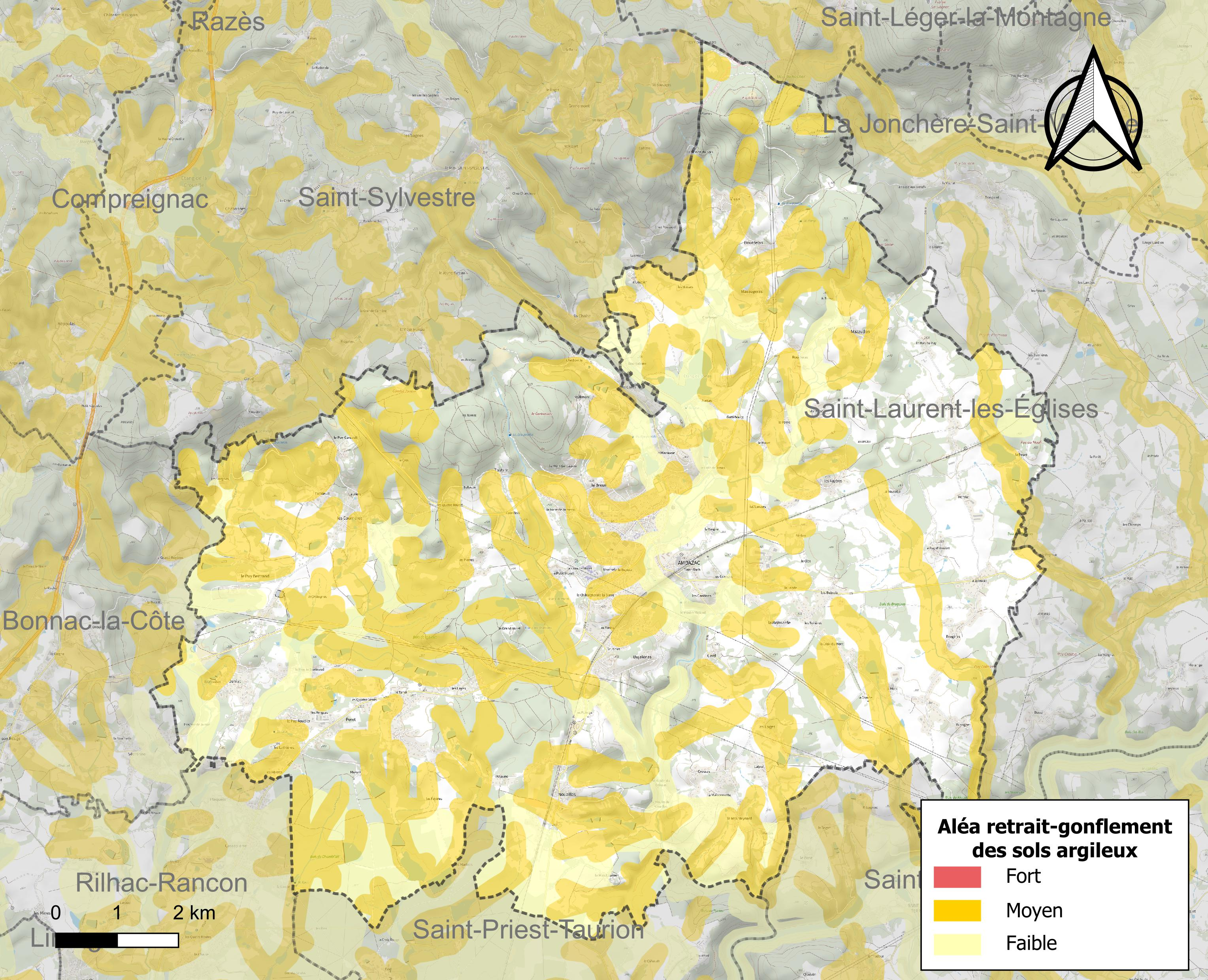
Carte des zones d'aléa retrait-gonflement des sols argileux d'Ambazac.

Le retrait-gonflement des sols argileux est susceptible d'engendrer des dommages importants aux bâtiments en cas d’alternance de périodes de sécheresse et de pluie. 43,2 % de la superficie communale est en aléa moyen ou fort (27 % au niveau départemental et 48,5 % au niveau national métropolitain). Depuis le 1er octobre 2020, en application de la loi ÉLAN, différentes contraintes s'imposent aux vendeurs, maîtres d'ouvrages ou constructeurs de biens situés dans une zone classée en aléa moyen ou fort,.
La commune a été reconnue en état de catastrophe naturelle au titre des dommages causés par les inondations et coulées de boue survenues en 1982, 1999 et 2003 et par des mouvements de terrain en 1999.

#### Risque technologique
La commune est en outre située en aval des barrages de Lavaud-Gelade, dans la Creuse, un ouvrage de classe Aet de Saint-Marc en Haute-Vienne, classé B, surclassé en A. À ce titre elle est susceptible d’être touchée par l’onde de submersion consécutive à la rupture de cet ouvrage.

#### Risque particulier
Dans plusieurs parties du territoire national, le radon, accumulé dans certains logements ou autres locaux, peut constituer une source significative d’exposition de la population aux rayonnements ionisants. Selon la classification de 2018, la commune d'Ambazac est classée en zone 3, à savoir zone à potentiel radon significatif.

## Toponymie
Le nom de la commune découle d'un domaine de l'époque celtique ; le nom est composé d'un patronyme, Ambaciaco, et d'un suffixe habituel, -acum, marque d'une propriété en langue gauloise. Ambasiacum castrum est relevé au XIe siècle, Ambasacus au XIVe siècle. Ce nom deviendra Embasac [ɛ̃baˈza] en occitan limousin.

## Histoire
Le nom du bourg apparaît pour la première fois sur une monnaie mérovingienne au VIIe siècle, sous la forme Ambaciaco. La ville est située à une dizaine de kilomètres au sud du site de l'abbaye de Grandmont, située sur le territoire de la commune de Saint-Sylvestre.
Le dalmatique et la châsse-reliquaire dite « de Saint Étienne de Muret », ou aussi châsse d'Ambazac, sont des œuvres importantes pour l'époque médiévale. Ces pièces ont été restaurées et installées dans l'église d'Ambazac à laquelle elles avaient été données sous la Révolution après la dissolution de l'Ordre.
Au VIe siècle devait exister à proximité un monastère, qui avait été acquis, vers 1086, par Pierre le Grammairien, abbé de Saint-Augustin-lès-Limoges. La congrégation était placée dès cette époque sous la protection de saint Antoine. L'église paroissiale a été construite peu après mais il ne subsiste rien de ce qui avait été construit au XIIe siècle.

## Politique et administration

### Liste des maires
Depuis 1945, huit maires se sont succédé :
| Période                                  | Période                  | Identité                      | Étiquette | Qualité                                                                                |
| ---------------------------------------- | ------------------------ | ----------------------------- | --------- | -------------------------------------------------------------------------------------- |
| 1937                                     | 1939                     | François Chatelus (1895-1964) | SFIC      | Paysan, conseiller d'arrondissement du canton d'Ambazac (1937-1940)                    |
| septembre 1944                           | mai 1945                 | Jean Chassagnat               |           | Président de la délégation municipale                                                  |
| mai 1945                                 | mars 1971                | Gabriel Texier                | PCF       | Entrepreneur Conseiller général du canton d'Ambazac (1945 → 1973)                      |
| mars 1971                                | mars 2001                | André Gagnadre                | PS        | Prospecteur-géologue au CEA Conseiller général du canton d'Ambazac (1973 → 2004)       |
| mars 2001                                | mars 2014                | Élisabeth Maciejowski         | PS        | Retraitée Présidente de la CC des Monts d'Ambazac et Val de Taurion (2002 → 2014)      |
| mars 2014                                | août 2015 (démission)    | Josette Libert                | PCF       | Professeur de collège retraitée Conseillère générale du canton d'Ambazac (2011 → 2015) |
| 25 août 2015                             | février 2022 (démission) | Stéphane Ché                  | PCF       | Technicien forestier                                                                   |
| 3 mars 2022                              | En cours                 | Peggy Bariat                  | LFI       | Professeure des écoles                                                                 |
| Les données manquantes sont à compléter. |                          |                               |           |                                                                                        |

### Politique environnementale
Dans son palmarès 2024, le Conseil national de villes et villages fleuris de France a attribué deux fleurs à la commune.

### Jumelages
- Eckental (Allemagne)
- Soufflenheim (France)

## Population et société

### Démographie
Les habitants sont appelés les Ambazacois.

L'évolution du nombre d'habitants est connue à travers les recensements de la population effectués dans la commune depuis 1793. Pour les communes de moins de 10 000 habitants, une enquête de recensement portant sur toute la population est réalisée tous les cinq ans, les populations de référence des années intermédiaires étant quant à elles estimées par interpolation ou extrapolation. Pour la commune, le premier recensement exhaustif entrant dans le cadre du nouveau dispositif a été réalisé en 2005.

En 2022, la commune comptait 5 565 habitants, en évolution de −1,56 % par rapport à 2016 (Haute-Vienne : −0,68 %, France hors Mayotte : +2,11 %).
| 1793  | 1800  | 1806  | 1821  | 1831  | 1836  | 1841  | 1846  | 1851  |
| ----- | ----- | ----- | ----- | ----- | ----- | ----- | ----- | ----- |
| 2 226 | 2 174 | 2 124 | 2 796 | 2 825 | 2 736 | 2 812 | 2 943 | 3 021 |

| 1856  | 1861  | 1866  | 1872  | 1876  | 1881  | 1886  | 1891  | 1896  |
| ----- | ----- | ----- | ----- | ----- | ----- | ----- | ----- | ----- |
| 2 912 | 2 925 | 2 895 | 3 231 | 3 389 | 3 627 | 3 608 | 3 669 | 3 758 |

| 1901  | 1906  | 1911  | 1921  | 1926  | 1931  | 1936  | 1946  | 1954  |
| ----- | ----- | ----- | ----- | ----- | ----- | ----- | ----- | ----- |
| 3 593 | 3 545 | 3 649 | 3 243 | 3 330 | 3 076 | 3 004 | 3 071 | 3 312 |

| 1962  | 1968  | 1975  | 1982  | 1990  | 1999  | 2005  | 2006  | 2010  |
| ----- | ----- | ----- | ----- | ----- | ----- | ----- | ----- | ----- |
| 3 655 | 3 767 | 3 929 | 4 657 | 4 889 | 4 836 | 5 132 | 5 178 | 5 542 |

| 2015  | 2020  | 2022  | - | - | - | - | - | - |
| ----- | ----- | ----- | - | - | - | - | - | - |
| 5 639 | 5 556 | 5 565 | - | - | - | - | - | - |

### Enseignement
Sur l'origine du choix de l'appellation des établissements scolaires, voir l'onglet « Discussion »
- Groupe scolaire Jacques-Prévert
- Groupe scolaire Paul-Cézanne
- Collège Jean-Moulin
- École maternelle Charles-Perrault

### Sports
- Course trail Les gendarmes et les voleurs du temps
- La Granit Montana
- Ambazac Savate Boxe Française
- Ambazac Rugby Club
- Elan Cycliste d'Ambazac
- Sprinter club d'Ambazac

### Média
- Radio locale « Radio Open FM 98.9 », la radio FM des monts d'Ambazac et Val du Taurion.

## Économie

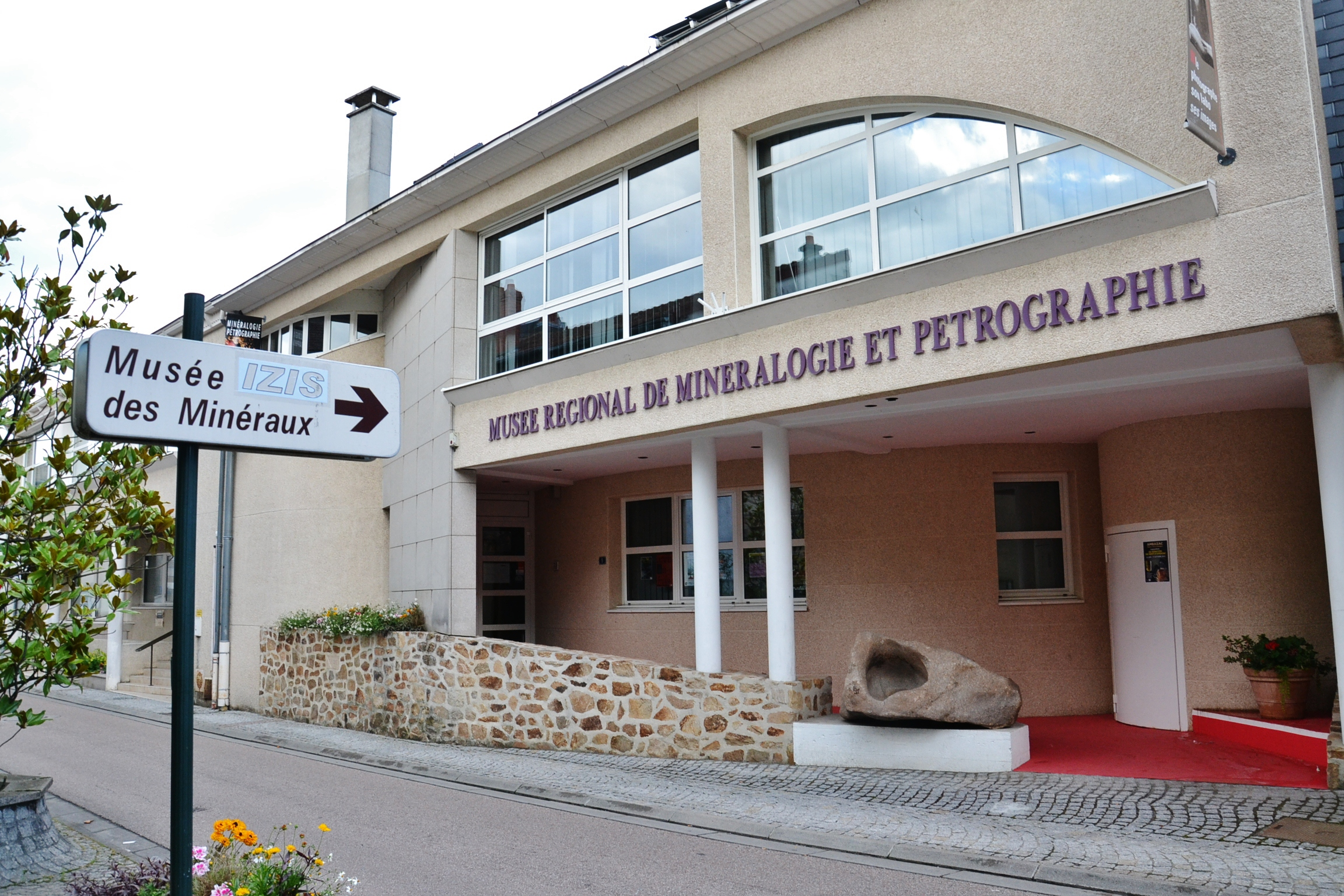
Le musée de minéralogie et de pétrographie.

L'économie traditionnelle de la région d'Ambazac — polyculture et élevage — a été modifiée par la découverte, en 1948, d'un gisement d'uranium à très forte teneur. Ce gisement, aujourd'hui épuisé, a été le point de départ d'une prospection systématique de la région.
De nouveaux gisements ont été découverts et sont exploités par carrière ou par mine. L'uranium limousin a contribué, de façon notable, à l'alimentation en combustible de l'industrie nucléaire française.
De cette époque demeure à Ambazac un musée de minéralogie et de pétrographie. Le musée comprend un espace consacré au photographe Izis.

## Culture locale et patrimoine

### Lieux et monuments

#### Patrimoine religieux
- L'église Saint-Antoine du XIVe siècle contient le trésor d'Ambazac dont les deux pièces proviennent de l'abbaye de Grandmont près de Saint-Sylvestre, la châsse-reliquaire (châsse d'Ambazac)[35] dite de Saint-Étienne-de-Muret (fondateur de l'ordre de Grandmont) et la dalmatique de saint Étienne de Muret.
- Chapelle Saint-Psalmet.
- Chapelle Notre-Dame-de-la-Libération.

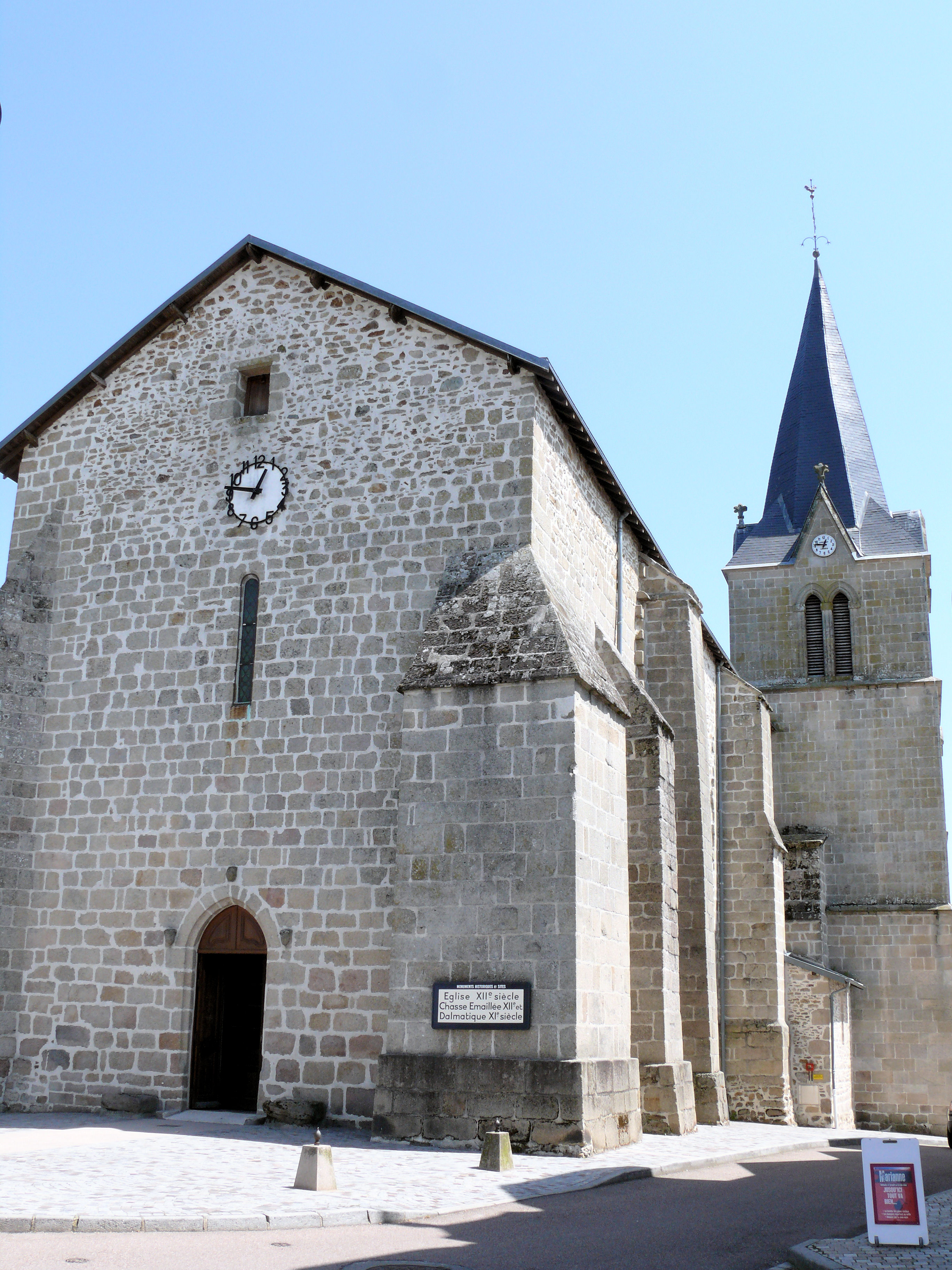
Église Saint-Antoine d'Ambazac.
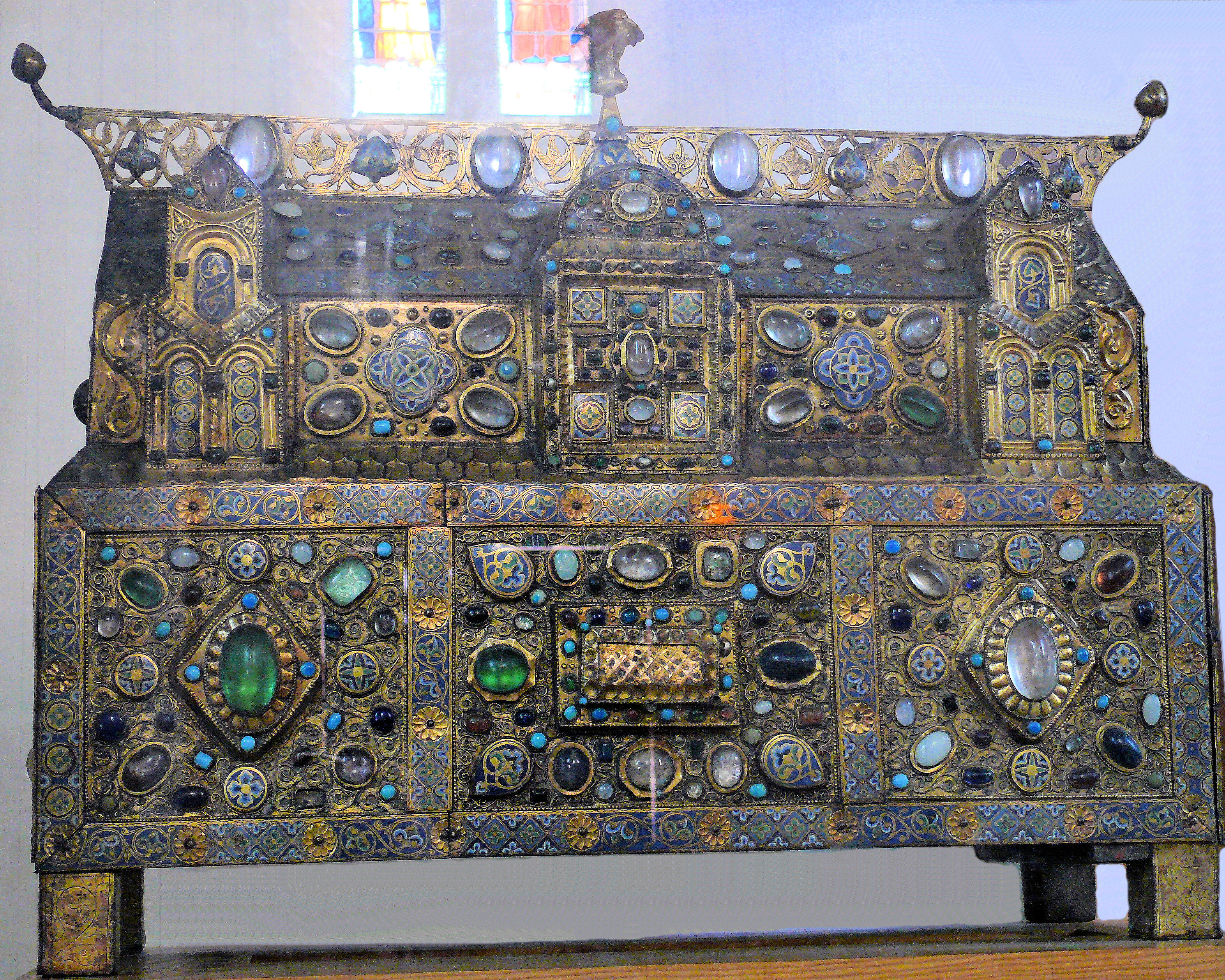
Châsse-reliquaire dite « de saint Étienne de Muret » dans l'église Saint-Antoine.
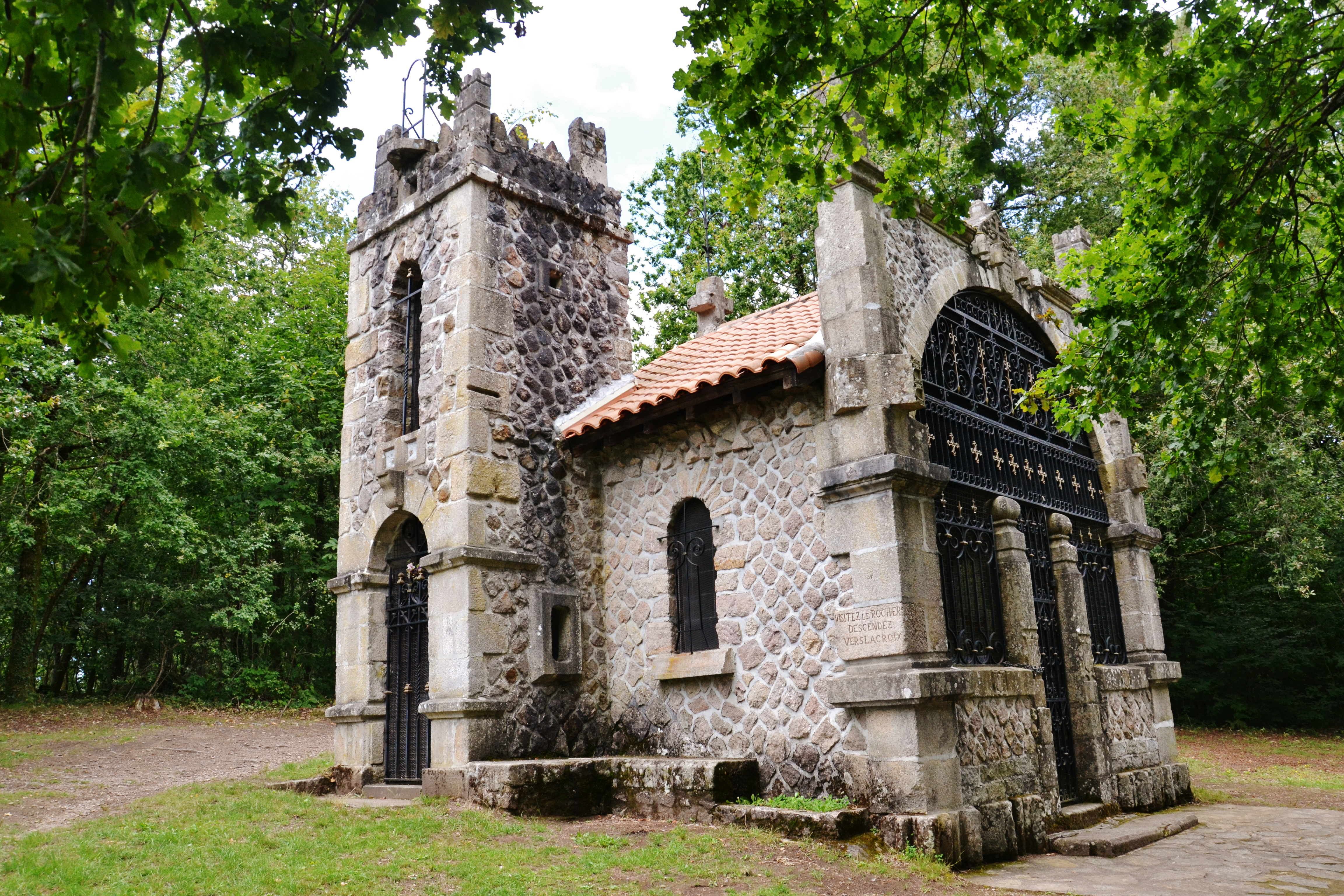
La chapelle Notre-Dame-de-la-Libération.
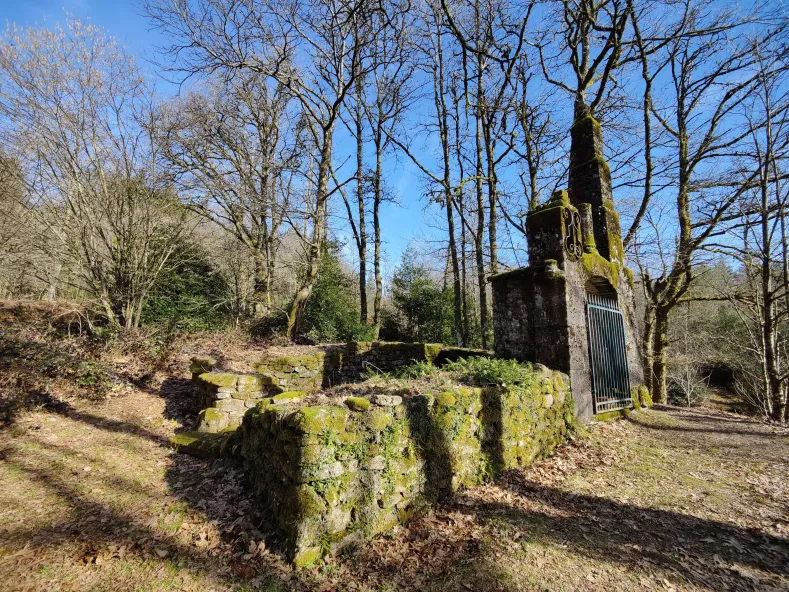
La chapelle de Puy de la Garde.

#### Autres
- Dolmen du Bois de la Lieue[36].
- Oppidum celte dit « camp de César ».
- Château de Montméry, (XIXe siècle)[37].

Demeure construite par le porcelainier Théodore Haviland dans les années 1885-1890 devenue propriété d'un ancien coureur automobile.
- Moulins médiévaux de Nouaillas.
- Étangs des moines de Grandmont dit du Grand Jonas et du Petit Jonas.
- La gare d'Ambazac.

### Personnalités liées à la commune
- Jean Clément (1879-1941), pharmacien industriel. Né à Ambazac, il fut membre du conseil d’administration des Laboratoires Dausse. Officier de la Légion d’Honneur et porteur de la croix de guerre 14-18, il a été vice-président de l'association des Anciens Combattants des Dardanelles. En 1910, il fonde l’Orphéon Limousin[38],[39]. Renommé « Société des Chanteurs limousins » après la Grande Guerre, il en fut le président.  Une plaque commémorative lui rend hommage au 9 de l’avenue du Général de Gaulle, son lieu de naissance avec cette inscription : "ICI NAQUIT le 1er Janvier 1879 Jean CLEMENT Président Fondateurs des Chanteurs Limousins de Paris en 1910".
- Jean-Baptiste Poquelin, dit Molière, comédien et auteur (1622-1673) ; c'est à Ambazac qu'il aurait eu l'idée d'écrire Monsieur de Pourceaugnac[réf. nécessaire].
- Le chanoine Landon, épigraphiste et latiniste, curé d'Ambazac.
- Charles Gounod (1818-1893), compositeur ; il aurait composé Faust dans la propriété de Trasforêt[réf. nécessaire].
- Richard Morris Hunt (1827-1895), architecte américain, auteur du château de Montméry.
- Théodore Haviland (1842-1919), fondateur du domaine de Montméry.
- Édouard André (1840-1911), jardinier et paysagiste français par qui le parc de Montméry fut dessiné.
- Gilbert Ballet (1853-1916), médecin neurologue et aliéniste, né à Ambazac, membre de l'académie des Sciences.
- Arsène Lejeune (1866-1938), architecte et urbaniste.
- Albert Besson (1896-1965), médecin et hygiéniste, membre de l'Académie nationale de médecine ; c'est à Ambazac qu'il rédigea son principal ouvrage[Lequel ?].
- Jean Tricart (1915-2000), homme politique français, agriculteur, résistant (officier FFI), né le 30 septembre 1915 à Ambazac.
- Maurice Boitel (1919-2007), artiste peintre, a peint à Ambazac entre 1947 et 1996.
- Izis (1911-1980), photographe réfugié pendant la Seconde Guerre mondiale à Ambazac avec sa famille. Un espace lui est consacré au sein du musée de minéralogie.
- Catherine Cesarsky, astrophysicienne française, née le 24 février 1943 à Ambazac ; directrice des Sciences de la Matière au CEA (1994-1999), directrice générale de l'Observatoire européen austral (1999 à 2007), présidente de l'Union astronomique internationale (UAI) (août 2006) et Haut-Commissaire du Commissariat à l'énergie atomique du 22 avril 2009 à avril 2012.
- Gérard Braye, adjoint au maire d'Ambazac qui fut aussi le mécanicien de Jacques Anquetil.
- Maxime Méderel (né en 1980), coureur cycliste, habitant d'Ambazac.
- Thierry Fabre (né en 1982), ancien international français de judo, professeur à l'Olympique Judo Ambazac.
- José Gregorio, ancien champion international de boxe française, aujourd'hui producteur d'huile d'olive et professeur de boxe (Ambazac Savate Boxe Française)[40].

### Héraldique
|  | Les armoiries de Ambazac se blasonnent ainsi : D'argent au tau d'azur, au chef de gueules chargé d'une aigle d'or issant de la partition. |

- Le blason, dessiné par Pierre Faure, a été approuvé par le conseil municipal dans sa séance du 3 décembre 1971[41].
  - Le Tau, ou croix de saint Antoine, rappelle que l'église Saint-Antoine a été fondée près d'un monastère acquis, vers 1086, par Pierre le Grammairien, abbé de Saint-Augustin de Limoges. La congrégation a été, à cette époque, placée sous protection de saint Antoine.
  - L'aigle placée dans la partie supérieure rappelle les figures d'aigles d'or qui décorent la dalmatique de saint Étienne de Muret faisant partie du trésor d'Ambazac et se trouvant dans l'église Saint-Antoine d'Ambazac.

## Pour approfondir